# Parc national Calilegua
Ne doit pas être confondu avec Calilegua.
Le parc national Calilegua (Parque Nacional Calilegua en espagnol) se trouve dans le sud-est de la province de Jujuy, sur les pentes orientales des Serranías de Calilegua.
Créé en 1979, le parc a comme objectif la protection des yungas ou forêts humides subtropicales des versants de la cordillère des Andes, et la sauvegarde des sources des rivières de la Sierra alimentant le Río San Francisco. Sa superficie totale est de 76 320 hectares, ce qui fait de lui le plus grand des parcs nationaux du nord-ouest argentin (NOA).
Le parc est constitué de deux éco-régions typiques de la province :
- celle des yungas ou forêts humides de montagne. Le climat des yungas est chaud et humide avec des pluies estivales donnant des précipitations de 900 à 1 300 mm. Cette éco-région se retrouve dans les sierras subandines à l'est des Andes de Bolivie et du nord-ouest argentin, entre 400 m et 3 000 m d'altitude ;
- celle de la Puna ou steppe de haute montagne (au-delà de 3 000 m d'altitude).

## Flore
Le parc possède principalement des forêts de type Yungas méridionales.